# 魚津水族館

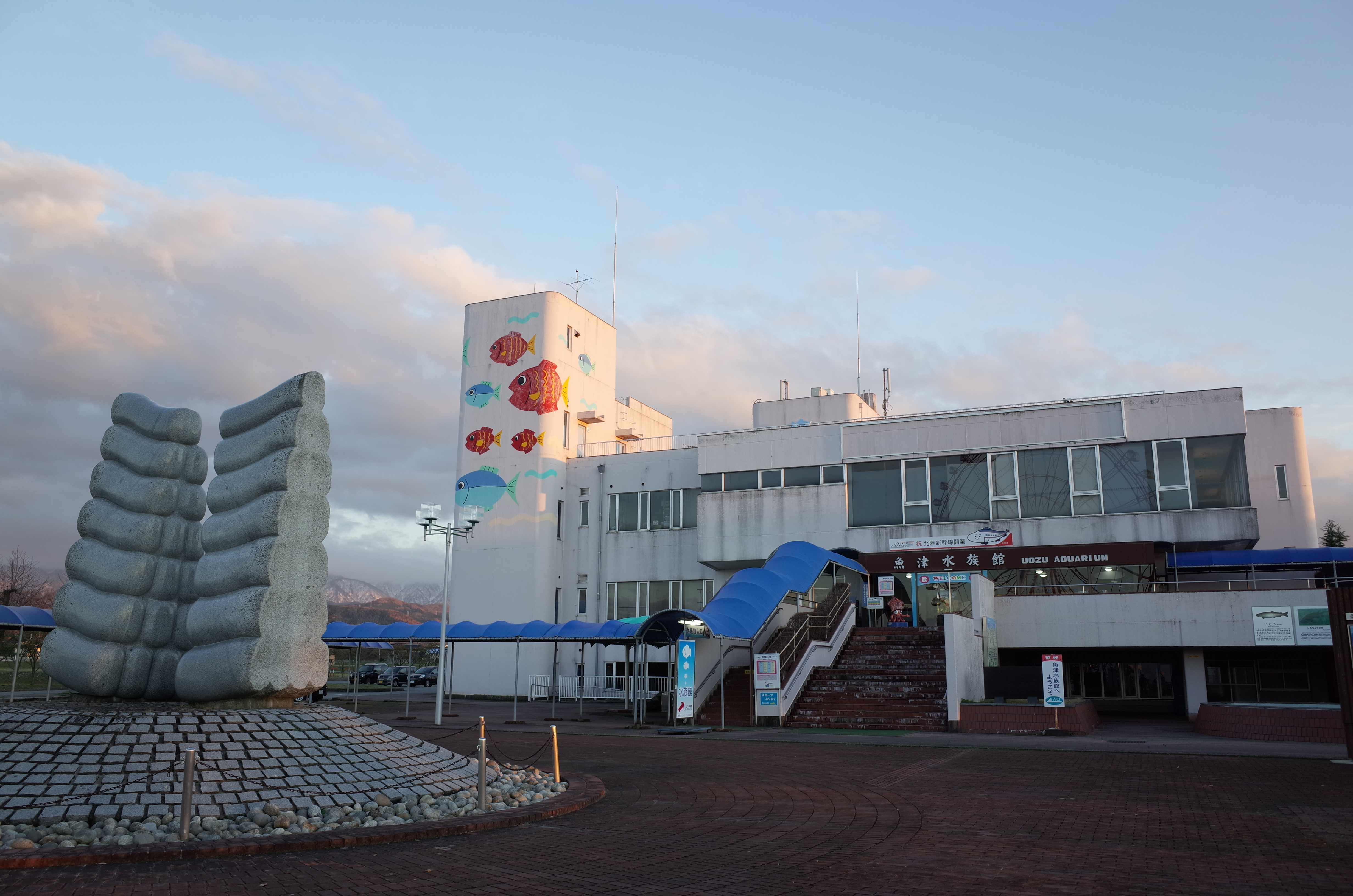
魚津水族館

魚津水族館（うおづすいぞくかん、英: UOZU AQUARIUM）は、富山県魚津市三ケにある魚津市立の水族館である。魚津総合公園の中に位置している。日本動物園水族館協会、日本博物館協会、富山県博物館協会会員。

## 概要
「北アルプスの渓流から日本海の深海まで」「日本海を科学する」「泳ぐ百科事典」をテーマに、地元の水生生物の飼育に重点を置いた特徴ある展示をしている。初代が1913年（大正2年）に創立され、日本海側では初めて開館し現存する日本の水族館としては最も歴史が長い。
外壁に描かれた魚やペンギンは、1996年の3代目水族館開園から15周年の節目に合わせた塗り替えの際に描かれたものである。
ホタルイカの生態研究では世界トップクラスで、ホタルイカのリアルなフィギュアを製作し土産物として限定販売をした。また、『寿司ネタ見るなら、魚津水族館』をキャッチコピーに、富山湾を代表する寿司ネタ18種を寿司マップや寿司ネタパネルなどで紹介している。
2020年ごろから設備の老朽化により運営に支障を来している。

## 歴史

### 20世紀戦前
- 1913年

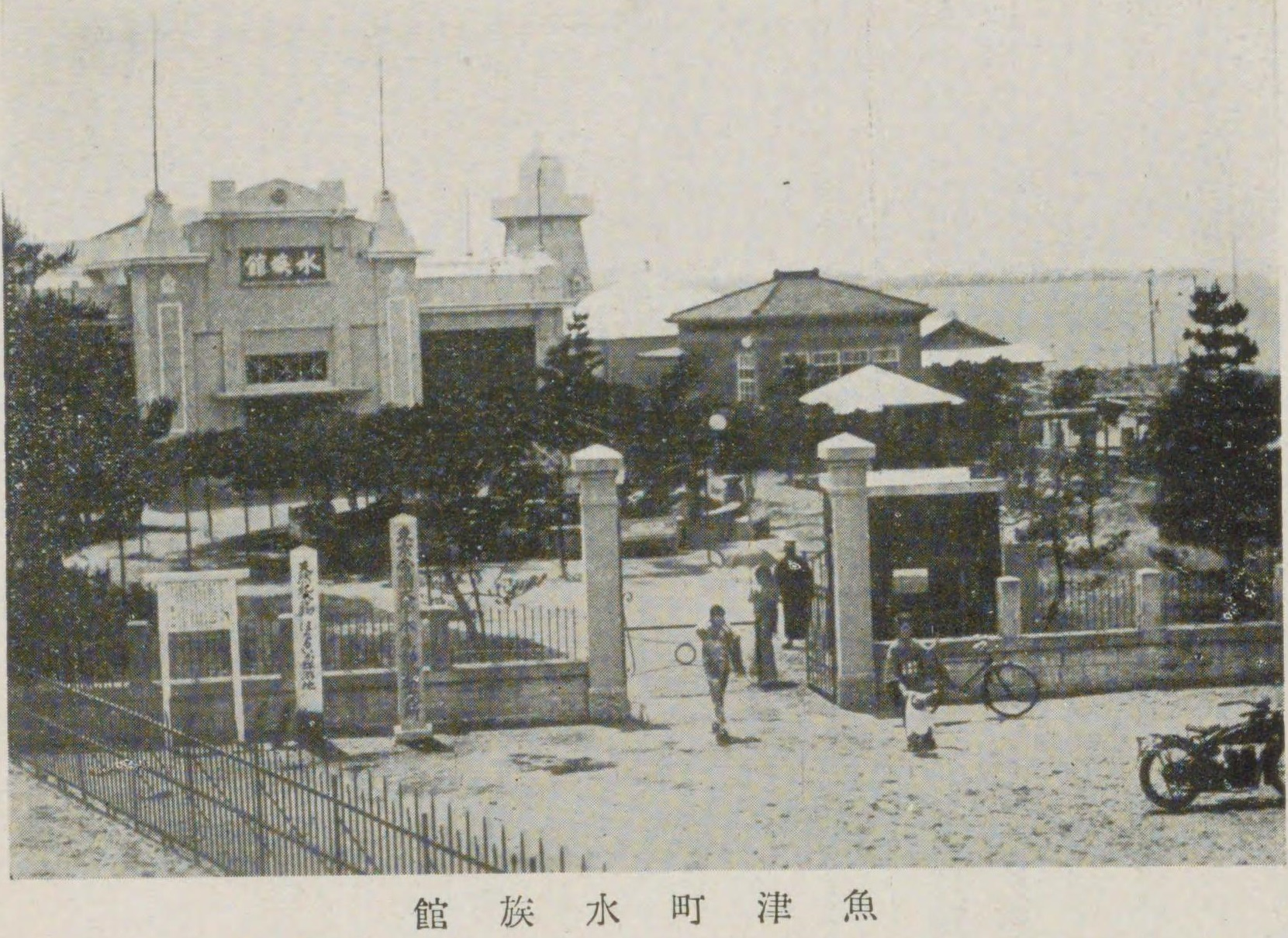
初代の魚津水族館

  - 9月1日 - 一府八県連合共進会の第2会場として下新川郡魚津町大町（現・魚津市新角川一丁目[7]）に創設。総経費12,708円（うち建築費9,090円）掛けて[8]1,837坪の敷地に[9]本館44坪[8]（別館と合わせて68坪[9]）の洋館建築として建設された[8]。水槽9か所、魚介類など100種類を展示と、開業当時は日本海側最大で日本の水族館の5指に入るほど有名だった[10]。
  - 9月21日 - 正式に開館。3日後の9月24日には夜間営業も開始[8]。
- 1914年5月 - 魚津町に払い下げられ、同年6月1日、町立水族館として開館式を挙行[11]。
- 1916年 - 。東京帝国大学の水産動物研究所を併置[12]。この頃、多くの国内外の学者が訪れた。
- 1918年 - 民間による運営に移行[12]。
- 1936年5月10日 - 日満産業大博覧会開催を機に大幅な増改築を実施[13][14]。同時に運営が町営に戻る[12]。
- 1941年 - 電気料の国家管理強化に伴い、有料となる[14]。
- 1942年 - 灯火管制の影響で夜間開場を中止[12]。
- 1944年3月 - 太平洋戦争の影響で閉館。以降は漁業会の加工場として使用される[12]。なお、初代水族館の施設の一部は20世紀末頃まで残っていた[15]。

### 20世紀戦後
- 1953年6月25日 - 富山産業大博覧会を機に初代水族館隣接地に水族館の建設を決定。会場予定地を使用している水産加工業者や定置網組合からの反対の声もあったが、地元が一丸となって誘致活動を行っていたことから、建設が決定された。建設候補地は、前述の他は下中島地区、道下地区、経田地区も誘致に名乗りを上げていた[16]。
- 1953年9月 - 2代目の水族館が着工[17]。
- 1954年
  - 4月11日 - 富山産業博覧会の魚津会場として[18]、2代目の水族館（市立）が初代水族館跡の隣接地（現在の本町一丁目、個人宅跡[16]）[7]に開館。広さ3,300㎡、建坪660㎡木造モルタル2階建て（一部3階建て、1階が日本海の魚を展示する海水槽、2階が熱帯魚の水槽や標本室や会議室、3階が展示室と会議室）[13][16]で、展示生物は150種400体、標本1500種、海獣剥製、海藻類標本などで、当時は日本海側最大の水族館であった。なお、飼育海水の水温調節の設備が無かったため、12月から3月は冬季休館となっていた[13]。博覧会開催中は市道の向かい側の海浜地に蜃気楼館、ホタルイカ館、遊園地、動物園も設置されていて、水族館とは道路を跨ぐ大桟橋で結ばれていた[16]。
  - 11月 - 魚津市役所商工水産課が水族館内に移転した[19]。
- 1955年4月 - ホタルイカとマツサカウオを展示する施設として、龍宮城を模したホタルイカ館を建設、5月9日完成[19]。
- 1961年10月14日 - 皇太子（現･明仁上皇）夫妻が来館[17]。
- 1965年 - 地元の漁業協同組合からの援助も得て、当時の日本の水族館では珍しい『水産種苗飼育試験室』を設置（1980年まで）[17]。
- 1973年 - 水族館審議委員会により、3代目水族館に関する協議が1976年までに行われる[20]。なお、この年の8月19日には、同日の閉館後に魚類標本展示室（旧・ほたるいか館）が老朽化のため崩落している[21]。
- 1975年 - 1977年度 - 1978年度から2か年計画で新水族館を建設する基本構想が纏められる。しかし、後に用地交渉が紛糾し、建物本体の建設予定地の変更もあったため、事業が少し遅れることになった[21]。
- 1977年 - 魚津市議会に水族館建設特別委員会を設置。1981年4月まで度々開かれ、基本構想、基本計画、実施計画などの協議が1981年4月まで行われる[20]。
- 1979年
  - 4月 - 水族館建設事務所を設置[20]。
  - 9月14日 - 社会教育施設補助金（国庫補助金1億3千万円、富山県補助金1億円）を得て、3代目水族館着工[20][22]。
- 1980年
  - 8月 - 3代目水族館完成[20]。
  - 10月31日 - 2代目水族館閉館。10月25日から同31日まで無料開放された[23]（跡地は1982年1月12日に大町公民館〔2021年度から大町コミュニティセンター[24]〕が竣工[25]、同年4月24日にこばと児童センター[26]がオープンした[27]）。
  - 11月7日 - 展示生物を3代目水族館に移転する作業を開始[23]。
- 1981年
  - 4月9日 - 3代目水族館落成式[28]。
  - 4月10日 - 3代目の水族館が現在地の三ケ（魚津総合公園敷地内）に開館。世界で初めてのアクリルでできたトンネルのある水槽や[29]、当時としては珍しかった波の出る水槽を取り入れた[30]。施設も冷暖房完備となり、飼育設備も集中管理方式となった。約66㎡のレストハウスや約200㎡の休憩所も完備された[20]。この他、入り口には龍宮城をイメージした門があった[7]。同時に民生経済部から教育委員会の所管となった[21]。
- 1983年7月1日 - 国鉄周遊指定地となる[31]
- 1991年4月13日 - ペンギン島が完成[32]。
- 1996年 - 3代目開館15周年に合わせて、外壁塗装を塗り替える[4]。
- 2000年3月11日 - 開館20周年を記念して、波の水槽をリニューアル。背景は北アルプスの山並みと、魚津沖合から見た水族館やミラージュランドの観覧車、街並みなどが描かれたものとなる[33]。

### 21世紀
- 2008年11月4日 - トンネル水槽とショー用の実験水槽を改修（2009年3月中旬まで）[34]。
- 2013年
  - 1月7日 - リニューアル工事に伴い一時休館[35]。
  - 3月16日 - 開館100周年に合わせリニューアル開館[36]。ジャングル水槽が廃止され、跡地に田んぼの生物多様性コーナーを設置した[37]。また、電気ウナギの水槽を廃止し、新たに富山湾大水槽の裏側を見学出来る『バックヤードコーナー』を設けた[38]。
- 2021年1月28日 - 3代目水族館開館以来40年間稼働し続けた水槽の造波装置が、故障により稼働停止[30][6]。
- 2022年3月5日 - 富山湾大水槽の上部にネット遊具を、キッズコーナーに水流水槽やバーズアイ水槽などをそれぞれ設置[39]。
- 2024年
  - 7月16日 - 魚を見ながら仕事をすることが可能な事前予約制有料サービス「魚（ウオ）ケーション」を開始[40]。
  - 8月 - 改修工事を開始[41]。
  - 11月1日 -『現存最古の水族館を未来につなぐプロジェクト』を開始[42]。結果、2025年1月末までの3か月間で富山県内外から1,629件、計4,604万円の善意が寄せられた[43]。
- 2025年
  - 2月3日 - 同日より同年2月28日まで、富山湾大水槽の改修工事のため臨時休館（一部生物は上越市立水族博物館に移転）[44]。
  - 3月1日 - 営業再開。同時に冷却器の故障と水槽の水漏れで1年間休止となっていた深海生物コーナーが再開し[41][43]、同時に撤去された写真水槽跡にアリゲーターガーの頭部骨格標本やカミツキガメの剥製を並べたコーナー『富山の外来生物発見伝』が設けられた[43]。

### 備考
マツカサウオが発光することは、1914年に停電となった時、偶然見つけられた。また、これは世界で初めて魚津水族館で発見された。
魚津市は富山産業大博覧会の準備段階で既に数年先には水族館を市の観光の目玉として恒久的な建物に建て替える構想もあったが、魚津大火とその後の復興のため財政危機に陥ったため、2代目の建物を修繕しながら開館を続けていた。しかしその間にも高度経済成長によるマイカー普及により、自家用車での来館を想定していなかった2代目水族館では正面前のスペースに自家用車約10台分しか駐車出来ないといった問題が生じる様になっていた。

## 建築概要
- 竣工 - 1981年4月9日
- 規模 - 鉄筋造地上3階建て塔屋2階建て、4,034㎡[13][20]。
- 所在地 - 〒937-0857 富山県魚津市三ケ1390
- 第12回（昭和56年度）富山県建築賞一般の部入賞[48]。

## 主な施設
2020年ごろから設備の老朽化しているが、予算不足により補修が追いついていない。2021年に故障した造波装置は修理できないため、2024年時点では人力で波を発生させている。
- 富山の河川コーナー
- 田んぼの生物多様性コーナー[49]。
- 波の水槽
- 海洋の生物コーナー
- 深海生物コーナー
- 表層生物コーナー
- 富山湾大水槽（海洋水槽）〔水中トンネル〕[50]
- 富山のトピックスコーナー
- ドチザメ水槽
- アマモ場コーナー
- ジャングルコーナー
- サンゴ礁コーナー
- バックヤードコーナー
- キッズコーナー
- 実験水槽
- ピラルク水槽
- 写真水槽
- ウミガメ水槽
- ガラエステコーナー
- ふれあい水槽
- アザラシプール
- 富山湾海底模型
- 特別展示室
- ホタルイカ解説コーナー（水槽展示は3月中旬 - 5月末まで）
- レクチャーホール
- ペンギンプール（外）
- 屋外円形水槽（外）
- レストハウス
  - レストラン「スワン」 - レストハウスの2階にある。
  - 軽食「浜屋」 - レストハウスの1階にある。
  - 売店「あかね屋」「真珠コーナー」 - 同上。

## 世界初のアクリル製水中トンネル
1981年（昭和56年）4月10日 、現（三代目）水族館の水量約240トンの富山湾大水槽に設置されたアクリル製水中トンネルは日本初のもので、水圧に耐えるため鉄骨の支えがある。また、窒息防止のための換気用ダクトが備え付けられている。しかし実際は鉄骨も、換気用ダクトも無くても大丈夫なように設計施工されている。作られた当時はまだ珍しく、なかなか許可が下りなかったというエピソードが存在する。
100周年を迎えた2013年（平成25年）4月25日にはトンネルの両入り口に世界初のアクリル製トンネルであり、世界中の水族館のアクリル製トンネルのルーツであることなどを表記した縦17cm、横22.5cmのプレートを設置した。

## 主な来館者
出典→
- 皇太子（現･明仁上皇）夫妻（前述参照）
- 岡田要（動物学者）
- 下村脩（生物学者、2008年にノーベル化学賞を獲得。魚津水族館へは1974年まで発光生物研究のため何度か来館）[21]
- 後藤俊夫（天然物化学者）

## マーク
マークは3代目水族館開館に合わせて一般公募された217点の中から選ばれたもので、4匹の魚を使用しており、1匹は魚津の「う」を、3匹で水族館の「水」を表現している。
このマークは、北陸自動車道の魚津市のカントリーサインにも使われている。

## 交通
- 鉄道
  - 富山地方鉄道本線・西魚津駅より徒歩約15分
  - 富山地方鉄道本線・電鉄魚津駅よりタクシー約7分
  - あいの風とやま鉄道線 魚津駅よりタクシー約10分
- バス
  - 魚津市民バス市街地巡回ルート「水族館口」停留所より徒歩約5分
  - 滑川市コミュニティバスのるmy car北部循環ルート「水族館前」停留所下車
- 道路
  - 北陸自動車道・魚津IC、または、滑川ICから約10分